# 静岡県立総合病院
静岡県立総合病院（しずおかけんりつそうごうびょういん、英語: Shizuoka General Hospital）は、静岡県静岡市にある医療機関。

## 概要
静岡県静岡市葵区北安東に所在する病院である。静岡県立中央病院、および、静岡県立富士見病院をその前身とする。静岡県により設置された公立病院であり、長年にわたって静岡県庁病院局が所管してきたが、2009年4月1日より地方独立行政法人である静岡県立病院機構が運営を担うことになった。静岡県災害拠点病院に指定されており、屋上にヘリポートを持つ。

## 沿革
1948年6月、静岡県静岡市追手町に静岡県立中央病院が開設された。その後、病院施設を移転することになり、1951年9月に静岡市鷹匠町に移った。一方、1958年5月には、清水市に静岡県立富士見病院が開設された。その後、双方を統合した新病院建設の機運が高まり、静岡市北安東にて1980年11月から1982年10月にかけて新病院の施設が建設された。静岡県立中央病院、静岡県立富士見病院は廃止統合され、1983年2月に静岡県立総合病院が発足した。初代院長には三好秋馬が就任した。

## 各種機関指定
- 高度救命救急センター
- 健康保険法保険医療機関
- 国民健康保険法療養取扱機関
- 労災保険指定医療機関
- 生活保護指定医療機関
- 自立支援医療医療機関(更生医療・育成医療・精神通院医療)
- 母子保健法指定養育医療機関
- 第二種感染症指定医療機関（結核病床を有する指定医療機関）
- 原子爆弾被爆者一般疾病医療取扱医療機関
- 地域医療支援病院
- 臨床研修指定病院
- 救急告示病院
- 基幹災害拠点病院
- 原子力災害拠点病院
- 地域がん診療連携拠点病院（高度型）
- へき地医療拠点病院
- がんゲノム医療連携病院
- 臓器提供病院
- 特定移植検査センター(HLA検査施設）
- 難病医療協力病院
- 地域肝疾患診療連携拠点病院
- エイズ治療拠点病院
- 静岡県アレルギー疾患医療拠点病院
- 新型コロナウイルス感染症 重点医療機関(確保病床数：24床 2022.4.1現在)

## 歴代院長
| 静岡県立総合病院 院長 | 静岡県立総合病院 院長 | 静岡県立総合病院 院長 |
| 代                    | 氏名                  | 就任日                |
| --------------------- | --------------------- | --------------------- |
| 1                     | 三好秋馬              | 1983年2月             |
| 2                     | 鏑木恒男              | 1987年10月            |
| 3                     | 佐古伊康              | 1995年4月             |
| 4                     | 神原啓文              | 2003年4月             |
| 5                     | 田中一成              | 2013年4月             |

## アクセス
- 停留所名は、「県立総合病院」。運行事業者はしずてつジャストライン。

| 路線名         | 系統番号 | 経由地                                                               | 行先             | 備考                                       |
| -------------- | -------- | -------------------------------------------------------------------- | ---------------- | ------------------------------------------ |
| 県立病院高松線 | 20       | 城北高校前・安東二丁目・新静岡伝馬町・静岡駅・南郵便局ツインメッセ前 | 登呂コープタウン | 添乗員サポートバス「アイバス」となる便あり |
| 県立病院高松線 | 88       | 若葉町・唐瀬入口・岳美                                               | 唐瀬営業所       |                                            |
| 唐瀬線         | 78       | 若葉町・唐瀬入口・岳美                                               | 唐瀬営業所       | 平日朝のみの運行                           |
| 上足洗線       | 76       | 若葉町・唐瀬入口・岳美                                               | 唐瀬営業所       |                                            |
| 上足洗線       |          | 上足洗・横内町静岡学園入口・新静岡                                   | 静岡駅前         |                                            |

## 在籍した人物
現職／元職、常勤／非常勤問わず在籍した者を五十音順で記載した。括弧内は在籍当時の代表的な役職、ハイフン以降はその他の代表的な役職を示す。
- 鈴木明（内科医師）- 札幌医科大学第2代呼吸器内科教授, 国立がんセンター呼吸器科科長
- 田原康玄（リサーチサポートセンター上席研究員） - 静岡社会健康医学大学院大学社会健康医学研究科研究科長
- 寺尾知可史（臨床研究部免疫研究部長） - 理化学研究所統合生命医科学研究センター統計解析研究チーム上級研究員
- 林秀樹（臨床指導薬剤師） - 岐阜薬科大学薬学部准教授
- 平井啓太（薬剤部副主任薬剤師） - 静岡県立大学薬学部講師
- 古川文子（臨床研究倫理委員会外部委員） - 静岡県立大学大学院看護学研究科研究科長
- 宮地良樹（参与） - 静岡社会健康医学大学院大学学長
- 森潔（腎臓研究科部長） - 京都大学大学院医学研究科特定准教授
- 森本達也（循環器内科医師） - 静岡県立大学薬学部教授
- 山田浩（研修医） - 静岡県立大学健康支援センターセンター長